# Номикосов, Семён Филиппович
 Семён Филиппович Номикосов  (1837—1900) — донской общественный деятель, писатель, журналист, экономист и краевед. Статский советник, помещик, углепромышленник, редактор «Донских областных ведомостей».

## Биография
Потомственный дворянин области Войска Донского, родился 24 апреля 1837 года[по какому календарю?] в станице Гундоровской. В 1854 году окончил Харьковскую гимназию.
В том же году поступил на Медицинский факультет Императорского Харьковского университета, но затем перешёл на математический факультет по разряду естественных наук. Курс окончил со степенью кандидата и серебряной медалью. 14 июля 1856 года определён учителем физики в Мариинский донской институт, а 20 января 1860 года перемещён старшим учителем естественных наук в Новочеркасскую гимназию, где читал курсы естествоведения и сельского хозяйства.
4 мая 1862 года он был уволен от должности согласно прошению и по болезни. Три года спустя, выздоровев, был избран действительным членом Донского областного статистического комитета.
7 ноября 1867 года поступил на службу по ведомству Министерства юстиции и назначен судебным следователем по второму участку Миусского округа, четыре года спустя назначен мировым судьёй в Черкасске. В марте 1875 года Номикосов был назначен редактором газеты «Донские областные ведомости», 28 августа того же года секретарём Донского статистического комитета.
Был редактором изданий «Область войска Донского по переписи 1875 г.» (Новочеркасск, 1879) и «Памятные книжки Области войска Донского», сотрудничал с издательствами газет «Донские войсковые ведомости» (в 1865), «Донские областные ведомости», «Ведомости» (1871—1884), «Донская Пчела» (1877), «Донской вестник» (1868), «Донская Речь» (1887—1897), «Донские епархиальные ведомости» (1888).
28 августа 1875 года назначен секретарем Донского статистического комитета. В 1877 году избран в почётные мировые судьи, в следующем году он был приглашён к участию в Окружном по крестьянским делам присутствии Черкасского округа и исполнял эти обязанности около двух лет. Кроме того, он состоял почётным членом Новочеркасского местного управления Российского общества Красного Креста и депутатом Областного Донского депутатского собрания, а в 1892 году Номикосов был избран его секретарём.
18 января 1885 года перешёл на службу по ведомству Министерства финансов и назначен членом Донского отделения, сперва Крестьянского, а затем Дворянского земельного банка. 2 мая 1888 года из-за болезни он оставил эту должность.
Скончался 19 мая 1900 года[по какому календарю?].
В селе Козабелове, в «панском» саду, находились два одинаковых каменных дома Номикосова, которые были построены около 1870 года. После революции имущество было национализировано: в одном из зданий расположился Дом культуры, в другом — библиотека и почта. Дом культуры был уничтожен в годы перестройки. Второй дом сохранился, и на ремонт здания библиотеки было выделено по 40 тысяч гривен.

### Комментарии
1. ↑  В 1854 году в Харькове существовали две гимназии: 1-я и 2-я.[источник не указан 542 дня]